# کارنده چال
کارندچال، روستایی از توابع بخش رودبارالموت غربی
شهرستان قزوین در استان قزوین ایران است. زبان اهالی کارنده چال مثل هر روستای دیگری در الموت، تاتی است.

## جمعیت
این روستا در دهستان رودبار محمد زمانی قرار دارد و براساس سرشماری مرکز آمار ایران در سال ۱۳۸۵، جمعیت آن ۱۷۹ نفر (۵۴خانوار) بوده است.